# Zersetzungsspannung
Unter der Zersetzungsspannung versteht man in der Elektrochemie die zur Durchführung einer Elektrolyse mindestens benötigte Differenz der Elektrodenpotentiale von Anode und Kathode. Bei dieser Spannung beginnt die Zersetzung des Elektrolyten durch elektrische Anziehungskräfte, die zwischen den Elektroden einerseits und den jeweils entgegengesetzt geladenen Anionen bzw. Kationen andererseits wirken.
Der Begriff wurde von Max Le Blanc eingeführt. Er nannte die gemessenen Spannungen auch Zersetzungswerte. Le Blanc hatte im Jahr 1891 zunächst verschiedene 1-normale (1-molare bzw. 0,5-molare usw., abhängig von der Wertigkeit des positiven Kations und der reduzierten Form) Metallsalz-Lösungen auf erforderliche Mindestspannungen für Metallabscheidungen untersucht. Die gewonnenen Erkenntnisse bildeten die Grundlage für die Aufstellung der Normalpotentiale für einzelne Redoxpaare.
Le Blanc untersuchte auch die Zersetzungsspannungen von Säuren und Basen – dabei bilden sich an den Elektroden meist Sauerstoff und Wasserstoff. Die Mehrzahl der anorganischen Säuren (z. B. Phosphorsäure, Schwefelsäure) und anorganischen Basen (Natronlauge, Kalilauge) zeigten Zersetzungswerte von ca. 1,65 V, jedoch wies Salzsäure eine Zersetzungsspannung von nur 1 26 V auf.  
Die Elektrodenpotentiale lassen sich mit der Nernstschen Gleichung berechnen. Zum Teil treten auch Überspannungen auf, die in den Berechnungen beachtet werden müssen. Die Überspannung hängt ab vom Elektrodenmaterial, seiner Oberfläche und dem verwendeten Stoff für den Elektrolyten. Sie muss versuchstechnisch ermittelt werden, da bis jetzt keine Berechnungsmethode gefunden wurde. Der Vorgang der Überspannung ist wissenschaftlich noch nicht genau geklärt, aber die Mehrheit der Experten geht von einer Art Aktivierungsenergie aus.